# Спенсер (округ, Кентуккі)
Шаблон:StateAbbr_ 38°02′ пн. ш. 85°19′ зх. д. / 38.03° пн. ш. 85.32° зх. д.
Округ  Спенсер (англ. Spencer County) — округ (графство) у штаті  Кентуккі, США. Ідентифікатор округу 21215.

## Історія
Округ утворений 1824 року.

## Демографія
За даними перепису 
2000 року 
загальне населення округу становило 11766 осіб, усе сільське.
Серед мешканців округу чоловіків було 5936, а жінок — 5830. В окрузі було 4251 домогосподарство, 3357 родин, які мешкали в 4555 будинках.
Середній розмір родини становив 3,08.
Віковий розподіл населення поданий у таблиці:
| Стать    | До 15 років | 15-21 | 22-29 | 30-39 | 40-49 | 50-65 | 65-85 | Понад 85 |
| -------- | ----------- | ----- | ----- | ----- | ----- | ----- | ----- | -------- |
| Чоловіки | 1404        | 535   | 550   | 1063  | 978   | 933   | 433   | 40       |
| Жінки    | 1258        | 521   | 587   | 1048  | 982   | 834   | 518   | 82       |

## Суміжні округи
- Шелбі — північ
- Андерсон — схід
- Нелсон — південь
- Буллітт — захід
- Джефферсон — північний захід

## Виноски
1. ↑  U.S. Decennial Census. United States Census Bureau. Архів оригіналу за 12 травня 2015. Процитовано 20 серпня 2014.
2. ↑  Historical Census Browser. University of Virginia Library. Архів оригіналу за 12 грудня 2009. Процитовано 20 серпня 2014.
3. ↑  Population of Counties by Decennial Census: 1900 to 1990. United States Census Bureau. Архів оригіналу за 13 жовтня 2014. Процитовано 20 серпня 2014.
4. ↑  Census 2000 PHC-T-4. Ranking Tables for Counties: 1990 and 2000 (PDF). United States Census Bureau. Архів оригіналу (PDF) за 18 грудня 2014. Процитовано 20 серпня 2014.
5. ↑  State & County QuickFacts. United States Census Bureau. Архів оригіналу за 21 січня 2016. Процитовано 6 березня 2014. [Архівовано 2011-06-07 у Wayback Machine.](англ.) Наведено за англійською вікіпедією.
6. ↑  American FactFinder. Бюро перепису населення США. Архів оригіналу за 26 лютого 2012. Процитовано 31 січня 2008. [Архівовано 2008-05-21 у Wayback Machine.]

| США | Це незавершена стаття з географії США. Ви можете допомогти проєкту, виправивши або дописавши її. |